# Тихомиров Вадим Сергійович
Вадим Сергійович Тихомиров (рос. Вадим Сергеевич Тихомиров; 27 вересня 1987, м. Саратов, СРСР) — російський хокеїст, захисник. Виступає за «Кристал» (Саратов) у Вищій хокейній лізі. 
Вихованець хокейної школи «Кристал» (Саратов). Виступав за: «Кристал» (Саратов), «Торос» (Нефтекамськ), «Іжсталь» (Іжевськ). 